# Coenosia plumbifrons
Coenosia plumbifrons este o specie de muște din genul Coenosia, familia Muscidae. A fost descrisă pentru prima dată de Albuquerque în anul 1956. Conform Catalogue of Life specia Coenosia plumbifrons nu are subspecii cunoscute.